# The Legend of Zelda: Skyward Sword
The Legend of Zelda: Skyward Sword (ゼルダの伝説 スカイウォードソード, Zeruda no Densetsu: Sukaiwōdo Sōdo) é um jogo eletrônico de ação-aventura desenvolvido pela Nintendo Entertainment Analysis & Development e publicado pela Nintendo. É o décimo sexto título da série The Legend of Zelda e foi lançado exclusivamente para Wii mundialmente em novembro de 2011. A história segue o protagonista Link enquanto explora os céus ao redor da ilha flutuante de Skyloft e as terras abaixo, completando missões que avançam a história e resolvendo diversos quebra-cabeças. As mecânicas de jogabilidade e combate, que se foca principalmente em atacar e bloquear com espada e escudo, baseiam-se no dispositivo Wii MotionPlus.
Skyward Sword se passa no começo da cronologia de The Legend of Zelda, detalhando as origens da Espada Mestre, uma arma poderosa e um elemento recorrente dentro da série. A atual encarnação de Link vive na cidade flutuante de Skyloft, seguindo em uma missão para resgatar sua amiga de infância Zelda depois dela ter sido sequestrada e enviada para a Superfície, uma terra abandonada existente abaixo das nuvens. Link se arma com a Espada da Deusa e parte junto de um espírito chamado Fi com o objetivo de garantir a segurança de Zelda e derrotar Ghirahim enquanto este tenta ressuscitar seu mestre.
O desenvolvimento começou pouco depois do lançamento de The Legend of Zelda: Twilight Princess em 2006 e durou cinco anos. Vários jogos anteriores da série influenciaram os desenvolvedores, especialmente Twilight Princess, The Legend of Zelda: Ocarina of Time e The Legend of Zelda: Majora's Mask. Vários aspectos do mundo e jogabilidade foram projetados para agilizar e popular a experiência dos jogadores. O estilo artístico foi inspirado nas obras de pintores impressionistas. A implementação do Wii MotionPlus mostrou-se problemática, chegando a quase ser descartado. A música foi composta por uma equipe liderada por Hajime Wakai e foi o primeiro jogo de The Legend of Zelda a usar uma orquestra para a maioria de suas faixas.
O jogo foi anunciado pela primeira vez durante a Electronic Entertainment Expo de 2009 e a Nintendo originalmente tinha a intenção de lançá-lo logo no ano seguinte, porém ele foi adiado para 2011 a fim de refinar e expandir a experiência. Skyward Sword foi um sucesso comercial e de crítica, conquistando notas perfeitas de várias publicações e recebendo muitas indicações para prêmios, também vendendo mais de três milhões de cópias mundialmente. Opiniões sobre o jogo posteriormente vieram a influenciar o desenvolvimento e projeto de The Legend of Zelda: Breath of the Wild, o título seguinte da série para consoles.

## Jogabilidade

Link voa pelo céu em seu pássaro Loftwing. Os visuais do jogo foram inspirados por artistas impressionistas, enquanto os controles foram ajustados para o Wii MotionPlus.

The Legend of Zelda: Skyward Sword é um jogo eletrônico de ação-aventura em que os jogadores assumem o papel do protagonista Link através de uma série de mundos principais povoados por monstros e calabouços contendo quebra-cabeças, mais inimigos e chefões especiais. Link é controlado por meio do Wii Remote e Nunchuk, com o dispositivo Wii MotionPlus de expansão sendo necessário para jogar. A maior parte da jogabilidade baseia-se no uso de controle de movimento: estes incluem controle de câmera com o Nunchuk e ações gerais e movimentos ligados ao Wii Remote. Saltar lacunas e subir saliências acontece automaticamente dentro do contexto. O Nunchuk também é usado para fazer Link rolar. Correr e outras ações como escalar e carregar objetos pesados são limitados por um medidor de fôlego, que recarrega depois de alguns segundos quando nenhuma ação que consome fôlego é realizada. O movimento de Link é reduzido caso o medidor seja esvaziado, com ele ficando vulnerável até o fôlego recarregar. A navegação padrão acontece a partir de uma perspectiva em terceira pessoa, enquanto a função de procura Dowsing altera temporariamente a visão para primeira pessoa. Dowsing escaneia uma área atrás de um objeto selecionado, com novos objetivos Dowsing aparecendo dependendo do contexto.
O combate contra inimigos, que aparecem tanto nos mundos principais quanto em calabouços, baseia-se no uso da espada e escudo de Link. Os movimentos da espada de Link são mapeados pela direção em que o Wii Remote é sacudido pelos jogadores, com outros movimentos incluindo uma estocada e punhalada. Os movimentos dos inimigos são projetados para antecipar e bloquear os ataques de Link. Levantar o Wii Remote faz a espada reunir energia que pode ser desencadeada por um Ataque Skyward. Estes também são usados a fim de acionar elementos ambientais como alavancas mágicas. O escudo é controlado pelo Nunchuk: o escudo pode ser usado para repelir ataques quando levantado. Ataques giratórios e golpes de finalização são acionados ao balançar o Wii Remote e o Nunchuk juntos. A saúde de Link é representada por ícones de coração, com ele tomando dano sempre que é atingido; caso Link perca todos os corações, o jogo acaba.
O jogo se passa na ilha flutuante de Skyloft e em outras ilhas voadoras nos arredores, além de em três mundos principais na Superfície. Missões paralelas para cidadãos de vilarejos são desbloqueadas a medida que o jogo progride. As diferentes áreas da Superfície são acessadas através de portais nas nuvens. Também estão disponíveis missões paralelas para personagens localizados na Superfície, com algumas sendo obrigatórias para completar a história principal. O mundo de Skyloft é navegado por meio de um grande pássaro chamado Loftwing, enquanto a Superfície é explorada a pé. Marcadores podem ser colocados no mapa a fim de Link segui-los, com os pontos de salvamento assumindo a forma de estátuas que preservam o progresso dos jogadores até aquele determinado ponto. Link é auxiliado em sua jornada pelo espírito Fi, que pode dar dicas para o jogador sobre os ambientes e inimigos: por exemplo, quando um inimigo é colocado como alvo e Fi é chamada, ela fala quais sãos as características e fraquezas do oponente.
Itens tradicionais da série também ficam disponíveis a medida que Link progride na história, como bombas para demolição e arco e flecha para ataques à distância, além de novas adições como um mosquito mecânico que voa para áreas além do alcance de Link para realizar diversas ações como acionamento de alavancas; e um chicote para pegar objetos e alavancas de outra forma inacessíveis. O escudo de Link sofre danos quando um bloqueio não é realizado direito e eventualmente pode quebrar. Itens e equipamentos podem ser melhorados usando materiais adquiridos de monstros derrotados e dos ambientes de cada mundo principal, deixando-os mais fortes e mais duráveis. Link também precisa pagar pelas melhorias na forma de rúpias, a moeda do jogo que está espalhada por todos os mundos.

## Enredo
The Legend of Zelda: Skyward Sword se passa no começo da cronologia da franquia The Legend of Zelda. De acordo com a lenda, três deusas antigas conferiram um grande poder capaz de conceder qualquer desejo: a Triforce. O Rei Demônio Demise queria a Triforce e em sua procura por esse poder ele acabou devastando boa parte da terra. A deusa Hylia reuniu o povo sobrevivente em um afloramento gigante de rochas e o enviou para o céu acima das nuvens, permitindo assim que ela lançasse uma ofensiva total contra Demise junto com as espécies benevolentes aliadas remanescentes. Hylia saiu-se vitoriosa, porém a terra foi seriamente danificada. Incontáveis anos depois, o afloramento passou a ser conhecido como Skyloft e seu povo acredita que a "Superfície" abaixo das nuvens é um mito.
No presente, o cavaleiro em treinamento Link passa por sua prova final apesar de uma tentativa de interferência por parte de seu rival de sala Groose, que se considera um rival romântico pelo afeto de Zelda, amiga de infância de Link. Zelda acaba levada para baixo das nuvens por um tornado negro enquanto comemorava a aprovação de Link voando junto com ele. Link recupera-se em Skyloft e é levado até uma estátua de Hylia por Fi, o espírito da Deusa da Espada que mora na estátua. Ele consegue empunhar a espada e dessa forma provar-se como o herói profetizado que finalmente destruirá Demise. Link desce para a Superfície com a ajuda de Fi até o Templo Selado, conhecendo uma mulher idosa que lhe instrui a procurar Zelda: isto o leva pelas regiões da Floresta de Faron, Vulcão Eldin e Deserto de Lanayru. Link consegue achar Zelda, porém é impedido de levá-la a Skyloft por Impa, uma jovem mulher protegendo Zelda. Ele também é confrontado por Ghirahim, um auto-proclamado senhor Demônio que trabalha pela libertação de Demise. Link defende Zelda e Impa de Ghirahim dentro do Templo do Tempo, dando às duas tempo suficiente para fugirem pelo Portal do Tempo até o passado.
Link retorna ao Templo de Hylia e é seguido por Groose, com os dois indo parar na Superfície juntos. Link então precisa derrotar o Aprisionado, uma forma monstruosa de Demise que está tentando alcançar o Templo Selado. Em seguida a mulher idosa mostra a ele um segundo Portal do Tempo adormecido. Link parte com o objetivo de fortalecer a Espada da Deusa ao completar testes armados pelas deusas antigas e usando suas recompensas para encontrar Chamas Sagradas a fim de fortalecer a lâmina o suficiente para que o Portal do Tempo seja despertado. Ele consegue ativar o portal e viajar para o passado, encontrando Zelda e descobrindo que ela é a reencarnação mortal de Hylia: a deusa não conseguiu matar Demise e ficou muito enfraquecida para enfrentá-lo outra vez, assim ela criou a Espada da Deusa e reencarnou como uma mortal para encontrar alguém que pudesse cumprir seu dever ao usar a Triforce para desejar a destruição de Demise, já que apenas mortais podem usar o artefato. Zelda concede seu poder para a Espada da Deusa, que evolui para uma verdadeira Espada Mestre, e em seguida se sela dentro de um cristal com o objetivo de fortalecer o selo contra Demise.
Link localiza a Triforce em Skyloft e a usa para destruir Demise. Zelda é libertada, porém Ghirahim a sequestra: apesar de Demise ter morrido no presente, Ghirahim planeja usar Zelda como sacrifício para ressuscitá-lo no passado. Link segue Ghirahim para o passado e o derrota. Entretanto, Ghirahim mostra-se ser o espírito da espada de Demise e Link é incapaz de impedir que a alma de Zelda seja usada para reencarnar a forma humanoide de Demise. Groose protege o corpo de Zelda enquanto Link desafia Demise: o primeiro se sai vitorioso e a essência do segundo é absorvida pela espada, porém antes amaldiçoa os descendentes de Link e Zelda a serem assombrados por sua fúria reencarnada. Link viaja para o Templo Selado a fim de completar o selo da espada, com Fi aceitando um sono eterno como resultado. Groose, Link e Zelda retornam para o presente enquanto Impa fica para trás e destrói o Portal do Tempo, já que é uma pessoa do passado e precisa vigiar a Espada Mestre. A mulher idosa os recepciona uma última vez no presente antes de morrer e desaparecer, revelando ser Impa. Zelda decide ficar na Superfície para proteger a Triforce: ela e Link juntos estabelecem o Reino de Hyrule.

## Desenvolvimento

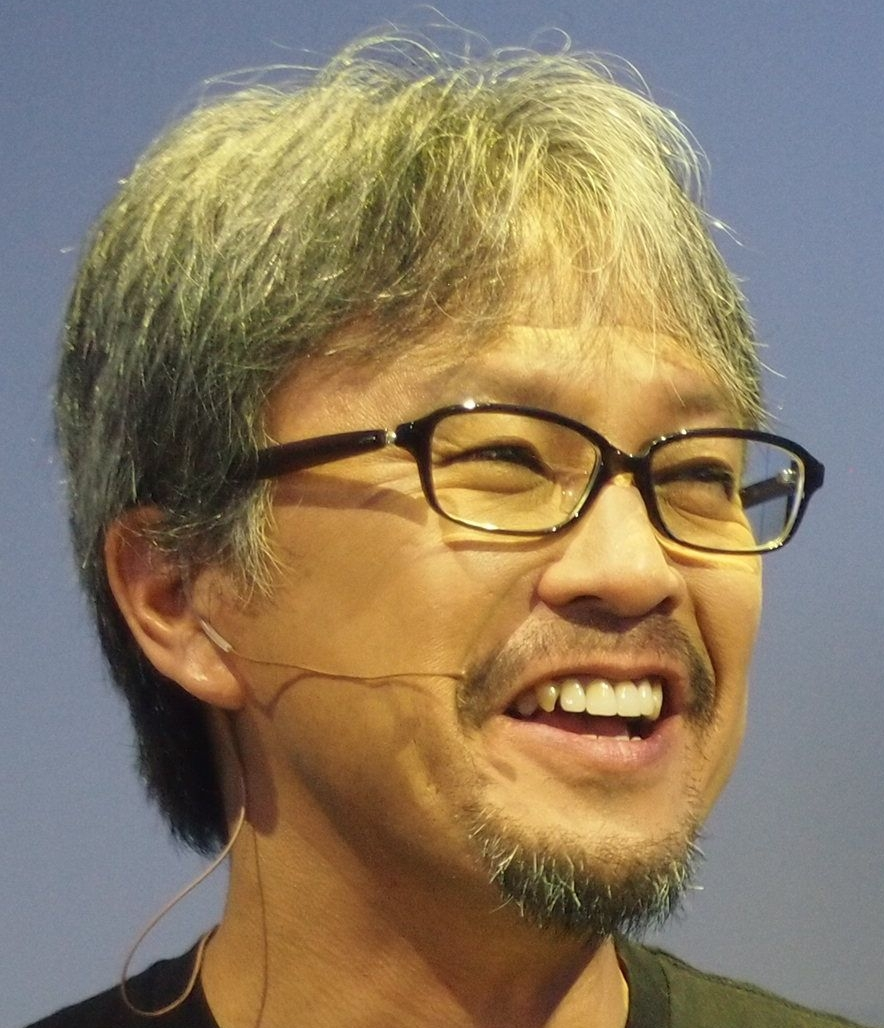
O produtor Eiji Aonuma.

O desenvolvimento de The Legend of Zelda: Skyward Sword começou em 2006 logo depois do lançamento de The Legend of Zelda: Twilight Princess para o Nintendo GameCube e Wii. Ele foi desenvolvido pela Nintendo Entertainment Analysis & Development, a divisão de produção de jogos eletrônicos da publicadora Nintendo. Foi produzido por Eiji Aonuma, um grande contribuidor da série The Legend of Zelda. Sua principal preocupação durante os estágios iniciais de desenvolvimento era se a equipe seria capaz de continuar criando títulos da franquia usando a mesma mentalidade de produção que estava sendo usada até Twilight Princess. O diretor de jogo foi Hidemaro Fujibayashi, que já tinha trabalhado como diretor e roteirista de vários títulos portáteis da série como The Legend of Zelda: Phantom Hourglass, com Skyward Sword sendo seu primeiro projeto para consoles de mesa. Ele começou a trabalhar no jogo logo depois de terminar Phantom Hourglass, continuando a trabalhar no título ao mesmo tempo que participava de The Legend of Zelda: Spirit Tracks. Fujibayashi e a equipe de desenvolvimento foram transferidos de volta a Skyward Sword assim que Spirit Tracks foi finalizado.
O ponto de partida da equipe para o desenvolvimento foi a versão de Wii de Twilight Princess; eles acharam que não tinham conseguido realizar seu objetivo criar um mundo vasto e realista no título anterior, assim usarem seu trabalho prévio como fundação para o próximo jogo. Eles procuraram criar uma experiência memorável equivalente a The Legend of Zelda: Ocarina of Time, na época considerado o melhor título da série. O desenvolvimento durou aproximadamente cinco anos, com o produtor geral e criador Shigeru Miyamoto afirmando que o orçamento foi consideravelmente alto para um projeto Nintendo. O tempo de produção foi originalmente estimado em três anos, porém dificuldades e alterações no desenvolvimento aumentaram esse tempo em mais dois anos. Miyamoto mesmo assim achou que nenhum tempo foi desperdiçado já que os primeiros dois anos foram de experimentações. O jogo foi completado por volta de junho de 2011, tirando o polimento final e balanceamento de suas mecânicas.

### Narrativa
O roteiro foi escrito por Naoki Mori, que participou do projeto durante pouco mais de um ano. O diretor cinemático foi Shigeki Yoshida, que também entrou na produção por volta da mesma época, trabalhou nos storyboards junto com Mori. O roteiro inicial foi proposto por Fujibayashi baseado em sua percepção da estrutura do jogo. Já que o tema era o uso da espada, e a espada mais associada com a série era a Espada Mestre, a equipe decidiu fazer uma história de origem para a arma. Uma discussão inicial era se a criação de Hyrule deveria ser incorporada, também necessitando da explicação para a origem de Skyloft: este estágio inicial de desenvolvimento do enredo acabou ficando muito mais difícil que o esperado pois os planos iniciais estavam cheios de contradições com a mitologia já estabelecida de The Legend of Zelda devido ao desejo dos desenvolvedores de criar uma história de origem para toda a série. Estas questões complicaram-se ainda mais no terceiro ano de produção com a necessidade de finalizar a jogabilidade e os ambientes. Fujibayashi certo dia fingiu estar doente, trancou-se em um quarto de hotel e escreveu a sinopse. Mori então escreveu os diálogos baseado nessa sinopse e depois refinou os detalhes com o diretor. Uma cena que Fujibayashi queria incluir era uma em que Zelda pula da beirada de Skyloft e Link a segura; isto foi colocado logo depois do final da prova de Link. A parte inicial da narrativa era bem diferente de títulos anteriores da franquia, transcorrendo de maneira bem similar a um drama escolar. O roteiro foi entregue a Yoshida assim que foi finalizado para que sua equipe pudesse criar as cinemáticas. O número total de cenas animadas foi estimado em 79, alcançando 120 minutos.
A relação entre Link e Zelda foi bem diferente do que em versões anteriores, particularmente por Zelda não ser realeza. Aonuma comentou que uma dificuldade recorrente foi como tornou-se inventada a necessidade de Link resgatar Zelda a cada jogo, já que o contato entre eles era muitas vezes efêmero. A equipe considerou como fazer os jogadores se importarem com Zelda e quererem resgatá-la. Fazer os dois personagens serem amigos de infância servia a esse propósito e também cortava elementos alheios ao enredo. Os desenvolvedores continuaram a encorajar os jogadores ao fazer Link não conseguir alcançá-la por pouco nos estágios iniciais das viagens pela Superfície. Elementos maliciosos também foram colocados na personalidade de Zelda como fazê-la empurrar Link de uma beirada; isto inicialmente tinha a intenção de ser repetido três vezes, porém foi cortado para dois durante o desenvolvimento. A figura de Hylia foi uma nova adição para a mitologia, porém sua existência foi conectada a Zelda, com as duas sendo essencialmente a mesma personagem com nomes diferentes em épocas subsequentes. Groose, o rival de Link, foi introduzido a fim de deixar a história mais interessante no ambiente escolar. O amadurecimento de Groose no decorrer da história tinha a intenção de ajudar a transmitir o crescimento paralelo de Link, já que este é mudo e estático.
Fi foi criada antes da implementação do Wii MotionPlus, quando ela faria parte de um diferente conceito de jogabilidade não revelado e não relacionado com controle de movimento. Sua aparência foi baseada no desenho da Espada Mestre, fazendo referência a suas origens como o espírito da espada. Ela também serviu como voz explicatória alternativa já que Link era um protagonista mudo. Os diálogos técnicos de Fi para cada área foram escritos por pessoas diferentes e dessa forma surgiram inconsistências verbais que precisavam ser corrigidas, então Fujibayashi ajustou todas sozinho. Quase todos os diálogos da personagem foram escritos pelo diretor. Ghirahim foi desenhado para ser similar ao Link Sombrio de Ocarina of Time. Ele podia prever os movimentos de Link, exigindo que os jogadores pensassem estrategicamente para derrotá-lo em vez de apenas balançarem a espada randomicamente. Os desenhos dos personagens foram bem mais detalhados que em títulos anteriores de The Legend of Zelda. As roupas frequentemente foram pensadas a fim de complementarem os ambientes, como o vestido vermelho e rosa de Zelda na abertura. O uso de cores quentes e estética semelhante a pinceladas foram inspiradas em obras impressionista, pioneirizada por pintores do século XIX como Claude Monet. Um elemento particularmente destacado por Miyamoto foi o céu, que ele disse ser uma homenagem aos trabalhos de Paul Cézanne. O ponto de partida básico do estilo artístico foi o fato de ser um mundo fantástico. A versão final foi descrita como um equilíbrio entre o estilo mais cartunesco de The Legend of Zelda: The Wind Waker e o mais realista de Twilight Princess. A equipe escolheu esse estilo artístico porque melhor representaria as ações mais exageradas de certos personagens e a jogabilidade de combate, além de preservar a aparência madura de Link.

### Projeto

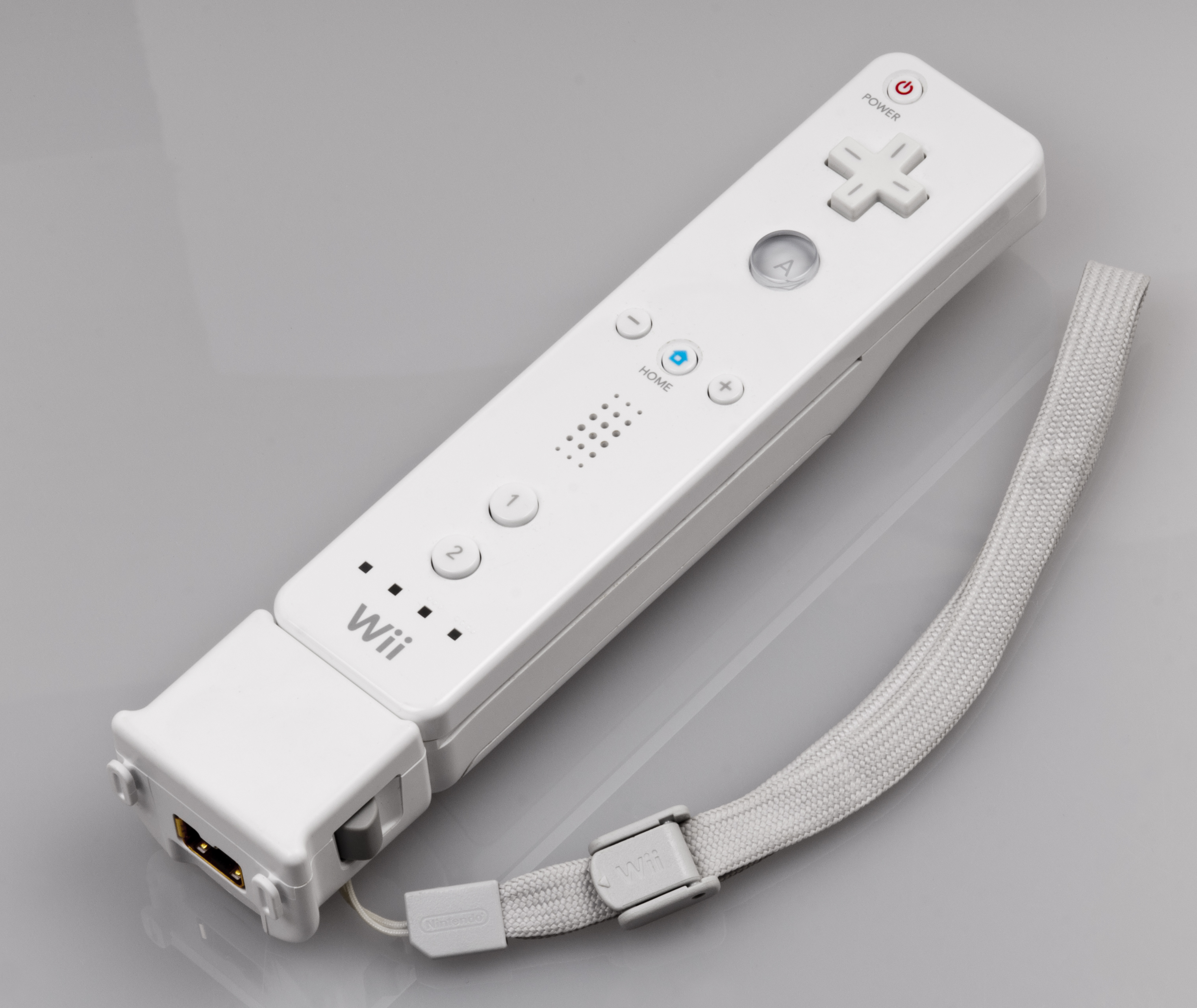
A jogabilidade de Skyward Sword fez grande uso do Wii MotionPlus, apesar de grandes dificuldades de implementação, resultando que vários elementos de projeto foram pensados ao redor do uso do dispositivo.

A equipe enfrentou vários problemas ao projetar o jogo para que fosse familiar para fãs da série e fresco  para jogadores antigos e novos. As várias experimentações de jogabilidade significaram que o desenvolvimento foi "um processo mais fundamentalmente do zero" do que títulos anteriores como The Wind Waker. Os jogos passados da equipe muitas vezes envolviam a retirada de elementos de títulos anteriores e colocação deles em um novo jogo, porém para Skyward Sword os desenvolvedores queriam adicionar uma nova estrutura com o objetivo de evitar que os jogadores achassem que era mais do mesmo. O conceito original para a jogabilidade usando o Wii MotionPlus foi proposto por Fujibayashi em um momento em que a equipe já estava desenvolvendo a jogabilidade ao redor dos controles padrões Wii Remote e Nunchuk. Aonuma ficou animado quando a ideia foi proposta, com seu desejo de mudança para o Wii MotionPlus significando que todo o trabalho precisaria ser refeito. O uso do Wii MotionPlus mostrou-se desafiador para os desenvolvedores implementar, a ponto de Aonuma ter considerado seriamente abandoná-lo por completo. A equipe viu em Wii Sports Resort o que o controle de movimento podia fazer na jogabilidade com a espada: eles conversaram com os desenvolvedores e puderam pegar a tecnologia emprestada, usando-a para criar as lutas de espada em Skyward Sword. A implementação do Wii MotionPlus significou que a inteligência artificial dos inimigos precisaria ser capaz de contra-atacar, ajustando suas posições dependendo da posição da espada de Link.
A equipe inicialmente queria que os movimentos da espada de Link fossem os mais realistas possíveis, porém isto estava começando a ser prejudicial para a representação do personagem, assim precisaram incluir movimentos irrealistas com o objetivo de preservar a atmosfera. O Ataque Skyward surgiu de Aonuma estar pensando sobre uma possível mecânica de segurar a espada acima da cabeça de Link: isto também deu origem ao título Skyward Sword. Fazer a luta com espadas depender do Wii MotionPlus liberou outros botões do controle, permitindo a adição da opção de corrida de arrancada. Eles incorporaram outros elementos para a função de arrancada a fim de não interromper o fluxo da jogabilidade, como escalar paredes em vez de apenas chocar-se contra elas. A mecânica de Dowsing foi criada bem cedo, baseada nos temas da jogabilidade de exploração e descoberta. Os desenvolvedores não precisaram criar marcos nos ambientes para locais e objetos importantes como tinham feito em outros jogos por causa da função Dowsing. A equipe introduziu sinais marcadores para que os jogadores não se perdessem. Os itens foram projetados para que fossem visíveis em qualquer área. Eles também foram pensados baseados em sua locação original; por exemplo, aqueles de Skyloft usavam pássaros como tema, enquanto os das regiões da Superfície tinham desenhos mais intrincados. A Mosca agiu como substituição do bumerangue pois a equipe queria um item que os jogadores pudessem controlar. A Mosca e outros itens pseudo-técnicos deram origem ao tema das máquinas antigas na região do Deserto de Lanayru. Seguindo uma insistência de Miyamoto, os desenvolvedores colocaram os itens mais desejáveis nos estágios iniciais da campanha, quando normalmente eles eram dados ao jogador já para o fim da história. A equipe projetou os itens e suas funções antes de pensarem em modos e locais para aplicá-los, o que criou um problema já que normalmente eles criavam os locais onde a aventura ocorreria antes de pensarem nos itens. O menu de acesso aos itens também foi redesenhado ao redor do Wii MotionPlus.
A equipe tinha criado várias áreas para serem explorarem em jogos anteriores, porém para Skyward Sword eles limitaram o número de mundos principais para três e expandiram seu conteúdo para que os jogadores pudessem apreciá-los em sua plenitude por meios de repetidas visitas. Os desenvolvedores também criaram os mundos baseados em suas experiências com Twilight Princess: eles acharam que o mundo principal e os calabouços eram muito grandes com quebra-cabeças muito dispersos, assim procuraram compactar as áreas e colocar quebra-cabeças ambientais nos mundos principais. A maior dificuldade foi garantir que os jogadores poderiam alcançar as áreas rapidamente enquanto ao mesmo tempo descobrissem novos elementos e quebra-cabeças. A criação do mundo principal de Skyloft se deu pelas dificuldades de conectar os três mundos da Superfície entre si por possuírem ambientes drasticamente diferentes. O céu inicialmente seria apresentado de maneira similar a tela de seleção de fase da série Super Mario, porém isso foi alterado para um mundo principal com suas próprias missões paralelas e população com o objetivo de dar a Link um local para se preparar para suas aventuras. Uma ideia preliminar, quando pular do céu parecia improvável de ser aprovado, era ter uma torre enorme servindo de central, com a altura da qual Link pulasse aumentando sua queda. As montarias Lofwings foram criadas assim que o conceito de viajar pelo céu foi escolhido, já que isso parecia mais racional para os jogadores. Essas mecânicas de jogabilidade levaram à criação de Skyloft, assim como elementos propostos no início do desenvolvimento como a Academia de Cavaleiros. O movimento contínuo e rotina dos habitantes de Skyloft foram modelados a partir de mecânicas semelhantes presentes em The Legend of Zelda: Majora's Mask, com ligações similares entre missões paralelas especificas com a narrativa principal. As mecânicas necessárias para a livre navegação fez com que um minijogo de corrida com Loftwings não fosse implementado.
Cada mundo principal da Superfície tinha um tema específico: o mundo da floresta baseava-se em formas de revelo alterando a jogabilidade, o vulcão focava-se na mudança das regras de jogabilidade, enquanto o deserto envolvia a dualidade entre passado e presente. As primeiras áreas, Terras Seladas e Floresta de Faron, foram criadas para que os jogadores se acostumassem com as mecânicas de jogo e navegação. Enquanto as regiões de floresta foram feitas para serem principalmente planas, o mundo do Vulcão Eldin foi feito com diferenças de alturas a fim do local ser mais desafiador. Elementos do terreno do vulcão incluem lava e penhascos em que a habilidade de corrida de Link seria necessária para alcançar lugares novos. A equipe criou três zonas diferentes para o Deserto de Lanayru devido suas mecânicas únicas de viagem no tempo, acionadas por pedras especiais: estas mudanças de zonas foram inspiradas por sistemas similares presentes em Ocarina of Time e Twilight Princess. As pedras portáteis de mudança de tempo foram uma de muitas ideias incluídas no deserto por não se encaixarem com a floresta e o vulcão. Um elemento que foi difícil de ser incluído naturalmente foram os vestígios da Antiga Civilização de Lanayru, que usavam eletricidade para dar força tanto para sua tecnologia quanto cidadãos. Tipos de inimigos que eram recorrentes em todos os mundos da Superfície receberam pequenas alterações de desenho para que fossem únicos em cada lugar. Os Reinos Silenciosos foram concebidos como uma mecânica nova, repletos de inimigos que não podiam ser derrotados e baseando-se da habilidade de corrida de Link em vez de armas ou itens. Apesar da equipe já ter experimentado inimigos indestrutíveis em Phantom Hourglass e Spirit Tracks, desta vez eles restringiram as opções e ações de Link. Eles também criaram um limite de tempo para adicionar estratégia, já que conhecimento das áreas onde os Reinos Silenciosos estavam era essencial para completá-los. Isto também foi o motivo deles terem sido colocados em lugares que os jogadores já estariam familiarizados. Estes originalmente assumiram a forma de calabouços especiais, entretanto foram descartados em favor de áreas já conhecidas.

### Música
A equipe de áudio consistia em dez pessoas: cinco para o desenho sonoro geral e cinco para a música. Hajime Wakai foi o diretor sonoro e principal compositor, com outros compositores sendo Shiho Fujii, Mahito Yokota e Takeshi Hama. O compositor veterano da série Koji Kondo teve um papel supervisor, compondo uma única peça: a música que acompanha o prólogo descrevendo as origens míticas de Demise e Hylia. Ele também ajudou no arranjo das composições de outros compositores, usando um piano elétrico e um computador Mac. Fujii ficou responsável pela música dos ambientes, calabouços e batalhas dos chefões; dentre seus trabalhos estava a trilha para Skyloft. Ela usou elementos ambientais para que suas composições se encaixassem com os locais. A música foi tocada por uma orquestra ao vivo pela primeira vez na história da franquia The Legend of Zelda em vez de usar instrumentos sintetizados. Foi a primeira vez que a Nintendo Entertainment Analysis & Development usou uma orquestra ao vivo. Os elementos orquestrais anteriores de Twilight Princess, que era apenas uma faixa, ficou a cargo da divisão de Tóquio. Yokota, o chefe musical do departamento, foi trazido a fimd e orquestrar a trilha devido suas experiências anteriores. Aonuma inicialmente não tinha pensado em usar uma orquestra, ainda estando convencido que a música poderia ser sintetizada mesmo depois de Wakai ter pedido por uma orquestra. Miyamoto insistiu e uma orquestra foi escolhida, uma decisão que acabou surpreendendo toda a equipe.
O uso da orquestra permitiu maior expressão de emoção, o que fez com que os compositores usassem esse fator na hora de criar as trilhas dos ambientes, cenas e momentos emocionantes. Por outro lado, a equipe teve menos liberdade para ajustar faixas do que poderiam caso elas fossem sintetizadas. Algo feito pela primeira vez em Skyward Sword foi a criação de temas únicos para personagens específicos como Link e Zelda. Eles também adicionaram mais canções, outro marco inédito na franquia. Um elemento notável foi o tema principal "Ballad of the Goddess", que na verdade era uma versão inversa do tema recorrente "Zelda's Lullaby". A equipe de música dobrou de tamanho devido à utilização da orquestra e a quantidade de trabalho extra necessária no desenho sonoro, tornando-se a maior equipe de som a ter trabalhado em um jogo da Nintendo até então. A recepção positiva que a trilha orquestral teve dentro da companhia levou a criação da The Legend of Zelda 25th Anniversary Symphony Concert, um concerto comemorativo contendo versões orquestrais de vários temas clássicos da série. A música também foi entrelaçada na história e jogabilidade por meio de uma harpa que Link ganha, usando um tema recorrente da franquia como parte central da experiência. O instrumento podia ser tocado em qualquer momento e local do jogo, diferentemente de títulos anteriores.

## Lançamento

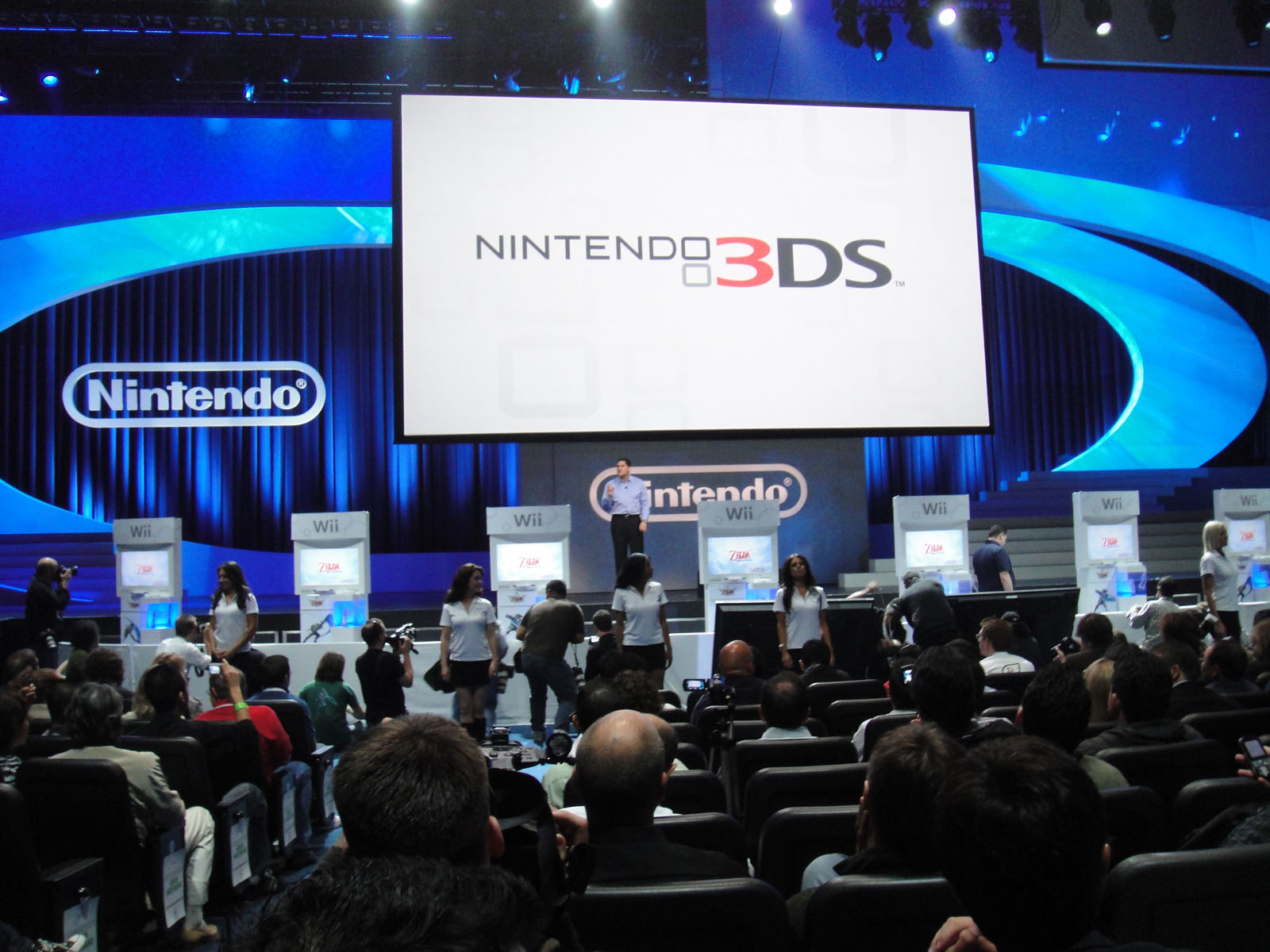
The Legend of Zelda: Skyward Sword na E3 de 2010.

A existência de um novo título da série The Legend of Zelda foi indicada pela primeira vez em abril de 2008, quando Miyamoto afirmou que a equipe de desenvolvimento da franquia estava se reunindo para criar jogos novos. Ele mais tarde confirmou na Electronic Entertainment Expo (E3) de 2008 que um novo The Legend of Zelda estava sendo produzido para o Wii. O jogo foi revelado oficialmente na E3 do ano seguinte, porém seu título permaneceu desconhecido. Miyamoto não pode mostrar imagens de jogabilidade como queria devido ao estado de produção na época. Em vez disso, foi exibida uma arte promocional de Link e Fi. Ele também anunciou que o jogo faria uso do Wii MotionPlus e que tinha previsão de lançamento para 2010. Os comentários de Aonuma sobre a jogabilidade em uma entrevista posterior colocaram a janela de lançamento em dúvida. Ele também salientou que seu desejo para focar-se no jogo novo fez a estreia de Spirit Tracks ser adiantada para o final de 2009 em vez de sua janela original no começo de 2010. O título oficial do jogo foi anunciado durante a E3 de 2010 com o período de lançamento revisado para 2011 e uma demonstração jogável. Segundo Miyamoto, Skyward Sword foi adiado de sua estreia original em 2010 pois a equipe  achava que estariam lançando um produto inacabado caso colocassem a conveniência da companhia à frente da criação de uma experiência única. Eles usaram o ano extra para finalizar os elementos principais e polir o jogo como um todo.
Várias peças promocionais foram criadas: uma história em quadrinhos online de cinco partes foi escrita e ilustrada por Jerry Holkins e Mike Krahulik sob sua série Penny Arcade Presents,  enquanto comerciais de televisão com o ator e comediante Robin Williams e sua filha Zelda brincavam com a paixão de Williams pela franquia. Skyward Sword foi lançado mundialmente em novembro de 2011: na Europa estreou no dia 18, na América do Norte no dia 20, Japão no 23 e na Austrália no 24. O título foi lançado tanto em uma edição padrão quanto em uma edição de luxo limitada que incluía um Wii Remote dourado. Um CD de aniversário da franquia foi colocado nas duas edições, contendo versões orquestrais de várias peças musicais icônicas da série. Um problema potencialmente catastrófico foi descoberto após a estreia em que arquivos de salvamento poderiam ser corrompidos caso três eventos do final da história fossem feitos em uma ordem específica. A Nintendo logo em seguida publicou instruções de como evitar o problema e estabeleceu um canal especial no site do Wii para reunir relatos dos jogadores, também oferecendo o concerto manual de arquivos corrompidos.

## Recepção

### Crítica
The Legend of Zelda: Skyward Sword foi aclamado pela crítica especializada ao ser lançado. No site agregador de resenhas Metacritic, o jogo tem um índice de aprovação de 93/100 baseado em 81 críticas. É o décimo jogo de 2011 mais bem avaliado no site, além de ser o sexto título de Wii mais bem avaliado de todos os tempos. Ele recebeu notas perfeitas de várias publicações, incluindo Famitsu, IGN, Eurogamer, Game Informer, Edge e VideoGamer.com. No caso da Famitsu, Skyward Sword foi o terceiro título de The Legend of Zelda e apenas o décimo sexto na história da revista a receber uma nota perfeita.
A Famitsu elogiou os mundos principais e a jogabilidade: um dos críticos achou que o título transformaria-se em um novo padrão tanto para a série The Legend of Zelda quanto para os jogos eletrônicos como um todo. A Edge muito elogiou todos os aspectos do jogo com a exceção do sistema de melhoramentos, mesmo assim afirmando que não atrapalhava a experiência geral. Chris Hoffman da Nintendo Power teceu comentários similares, escrevendo que "é realmente merecedor de ser chamado de 'épico'". Ray Carsillo da Electronic Gaming Monthly gostou do valor nostálgico do título, porém achou que o controle de movimento era difícil de ser manejado e impedia Skyward Sword de ser verdadeiramente ótimo. Jose Otero da 1UP.com elogiou os desenvolvedores por terem trabalhado tanto em distanciar o título da tradição da série, dizendo que era um dos melhores jogos de The Legend of Zelda, mas mesmo que assim os elementos negativos que permaneceram, como algumas missões paralelas e uso de itens, fizeram de Skyward Sword um "meio termo estranho cheio de surpresas genuínas, transferências não essenciais e estruturas de missões copiadas e coladas".
Tom Mc Shea da GameSpot foi menos positivo, elogiando a narrativa, calabouços, inimigos e visuais, enquanto criticou os controles por não serem confiáveis e achou que boa parte da experiência pareceu desnecessária e familiar. Jonathan Holmes da Destructoid afirmou que Skyward Sword era seu novo jogo 3D favorito da série, porém salientou que seu uso do controle de movimento afastaria jogadores. Oli Welsh da Eurogamer elogiou os controles, experiência e elementos adicionais como os melhoramentos; ele elogiou particularmente os visuais, escrevendo que eram impressionantes apesar das limitações do console. Phil Kollar da Game Informer elogiou a jogabilidade e apresentação, mas destacou problemas com o controle de movimento; ele concluiu afirmando que a Nintendo tinha cumprido com Skyward Sword suas promessas iniciais para o Wii. Carolyn Gudmundson da GamesRadar escreveu que era uma "mistura perfeitamente equilibrada de inovação e jogabilidade Zelda clássica" apesar de problemas com os controles.
A GameTrailers comentou que o jogo tinha muitos pontos fortes, como por exemplo a relação crível entre Link e Zelda, porém também achou que Skyward Sword representava os "primeiros cabelos grisalhos" da série por considerar que suas mecânicas pareciam datadas em meio a indústria de jogos contemporânea. Richard George da IGN achou que o título fazia The Legend of Zelda voltar a ser uma série revolucionária na indústria, elogiando quase todos os aspectos do jogo com a exceção da trilha sonora, que ele achou que não estava no mesmo nível que outros títulos da franquia, apesar de reconhecer que possuía uma qualidade própria. Griffin McElroy de Joystiq disse que muito do conteúdo parecia desnecessário e extravagante, porém afirmou que sob a superfície estava "o melhor jogo Zelda de todos os tempos". Steve Hogarty da Official Nintendo Magazine compartilhou muitos dos mesmos pontos de vista que outros jornalistas, dizendo que era o melhor título da série. Chris Schilling da VideoGamer.com escreveu que Skyward Sword era um dos melhores jogos The Legend of Zelda, falando bem de seus controles, narrativa e tratamento da tradição da série.

### Vendas
Skyward Sword vendeu quase 195 mil unidades durante sua estreia no Japão, alcançando o primeiro lugar nas tabelas dos mais vendidos. Os números caíram rapidamente, saindo dentre os vinte mais vendidos em apenas algumas semanas. Ele tinha vendido menos de 320 mil cópias até o final de dezembro; isto estava abaixo das vendas equivalentes de outros títulos de The Legend of Zelda recentes para consoles e portáteis. As vendas do título foram fortes no geral em janeiro de 2012, com os maiores números vindos da América do Norte. Seu primeiro mês de vendas na América do Norte acarretou  aproximadamente seiscentas mil unidades, quase o dobro do que no Japão. Skyward Sword foi o sétimo jogo da Nintendo mais bem vendido no Reino Unido nas tabelas multiformato, algo que foi considerado impressionante por causa do declínio de popularidade do Wii. Também foi o título para Wii de maior sucesso na região durante sua semana de lançamento, superando o mais vendido da semana anterior Just Dance 3. Skyward Sword mesmo assim falhou em ficar entre os cinco jogos de Wii de maior sucesso do ano. Seus números totais de vendas para a primeira semana ficaram em 919.119 cópias. De acordo com Reggie Fils-Aimé, presidente da Nintendo of America, o título foi o jogo que vendeu mais rapidamente em toda história da série. Skyward Sword já tinha vendido mais de 3,41 milhões de unidades até dezembro de 2011: 380 mil foram no Japão e os restantes 3,04 milhões foram no resto no mundo.

### Prêmios
Skyward Sword foi indicado a vários prêmios após seu lançamento. Nas premiações de final de ano da IGN, o título venceu nas categorias específicas de Wii em Melhor Jogo, Melhores Gráficos, Melhor Som e Melhor História. Ele também recebeu o prêmio da Escolha dos Leitores como Melhor Jogo Geral; além disso, ele foi indicado na categoria de Jogo do Ano. O título venceu os prêmios de Melhor Ação-Aventura e Melhor Exclusivo de Wii pela Digital Trends, também recebendo uma indicação a Jogo do Ano. Nos prêmios entregues pela RPGamer, Skyward Sword venceu nas categorias de Melhor Jogo de Console e PC e também Melhor Música. O título venceu prêmios de Jogo do Ano nas premiações da Electronic Gaming Monthly, GameSpot, Edge e Nintendo Power. Ele recebeu os prêmios de Excelência e Personagem Mais Valioso da Famitsu, com este último sendo dado especificamente para Link. Skyward Sword recebeu várias indicações nas premiações da Academy of Interactive Arts & Sciences, Game Developers Choice Awards e British Academy Games Awards. O jogo venceu nas categorias de Melhor Jogo de Wii e Melhor Jogo de Movimento na Spike Video Game Awards. Desde então, o título já apareceu em várias listas de melhores jogos de Wii.

## Legado
Quando o desenvolvimento começou em The Legend of Zelda: Breath of the Wild, o jogo seguinte da série para consoles, a equipe desejava melhorar aquilo que tinham alcançado com Skyward Sword, além de criarem um mundo não linear baseado em reclamações dos jogadores sobre a linearidade de seu título anterior. Aonuma e Fujibayashi retornaram respectivamente para suas funções de produtor e diretor. Aonuma afirmou que o desejo com Breath of the Wild era "expandir e fazer Skyward Sword melhor". O jogo foi relançado no Nintendo eShop para Wii U em 1 de setembro de 2016: seu relançamento ocorreu como parte das celebrações de trinta anos da franquia The Legend of Zelda. Uma remasterização para Nintendo Switch, chamada The Legend of Zelda: Skyward Sword HD, foi lançada em 16 de julho de 2021, com o esquema de controles sendo levemente modificados para funcionarem nos Joy-Cons do Switch, tanto em seu modo portátil quanto no de mesa.